# 한국줄기세포학회
한국줄기세포학회(Korean Society for Stem Cell Research, KSSCR)는 사회 일반의 이익에 공여하기 위하여 공익법인의 설립운영에 관한 법률에 따라 줄기세포 연구분야의 기초 및 응용에 관한 학술발전 및 보급에 기여함으로써 과학과 기술의 진흥에 이바지함을 목적으로 2005년에 설립되었다.

## 주요 사업
- 연례학술대회 개최 (매년 8월 마지막주 목, 금요일)
- 동계학술대회 개최
- 학회소식지 발간 (웹진)
- International Journal of Stem cells 발간
- 줄기세포 관련 정보 제공

## 발행물

### International Journal of Stem Cells (IJSC)
International Journal of Stem Cells는 한국줄기세포학회에서 발행하는 학술잡지이다.